# サティスファクション
「サティスファクション」((I Can't Get No) Satisfaction)は、1965年に発表されたローリング・ストーンズの楽曲。作詞・作曲はミック・ジャガーおよびキース・リチャーズ。ローリング・ストーンズの代表曲の一つである。

## 概要
ストーンズが世界的な人気を獲得する契機の一つとなった曲で、ジャガー自身も「この曲が俺達を一介のロック・バンドから巨大な怪物バンドに変えたんだ」と自負している。全米のシングルチャートで4週連続1位となり、ビルボード誌の1965年年間ランキングでは3位につけ、アメリカだけでも150万枚を売り上げ、RIAAからゴールド・ディスクとして認定された 。イギリスにおいても2週のみだが1位を獲得した。全世界での売り上げは500万枚。この曲を収録したアルバム 『アウト・オブ・アワ・ヘッズ』（USバージョン）もそれに乗じてストーンズのアメリカにおける最初のNo.1アルバムになり、プラチナ・アルバムを獲得した。人気の面だけではなく、ジャガーとリチャーズが、ソングライターとしてのオリジナリティを初めて明確に打ち出したものとして、彼らの活動のターニング・ポイントとなった作品である。ジャガーは「この曲が本当の意味でストーンズというバンドを形作った」と語っている。
特徴的なエレキギターのリフはギブソン製のマエストロのファズ・ボックスを使用したもので、このエレキギターはリチャーズが担当している。バッキングのアコースティックギターは、リチャーズかブライアン・ジョーンズによるものかは判然としていない。タンバリンとピアノはジャック・ニッチェが担当した。歌詞は、それまでのロックソングが外面的に描いてきた若者の欲求不満と疎外感を、内面の叫びとしてストレートに表現している。ジャガーは「1960年代の時代精神であった"疎外感"をしっかり捉えている」と語っている。
2004年の「ローリング・ストーンの選ぶオールタイム・グレイテスト・ソング500」では2位となった。また、2005年にイギリスの音楽雑誌「アンカット」が企画した「世界を変えた」曲、映画、テレビドラマを選ぶ特集では4位となった。

## 解説
曲は1965年5月、アメリカツアー中に訪れたフロリダ州クリアウォーターのホテルで書かれた。ギターリフと出だしの部分をリチャーズが書き、他の部分をジャガーが書いた。ジャガーによれば、出だしのフレーズはチャック・ベリーの「Thirty Days」という曲の中にもあり、リチャーズはこれを持って来たんじゃないかと語っている。リチャーズは当初、フォークソングにするつもりだったという。
最初の録音は5月10日、シカゴのチェス・スタジオで行われたが、この時のバージョンは出来がよくなかったとビル・ワイマンは回想している。この初期バージョンには、ジョーンズによるハーモニカも入れられていたという。その後12日にハリウッドのRCAスタジオにて再び録音されたが、ここで初めてファズ・ボックスが使用され、さらにテンポを上げたら急にいけるということになったという。
ジャガーは1995年のインタビューで「キースはシングルにするのを嫌がったんだ」と打ち明けているが、ワイマンによれば当初ジャガーもシングル化に反対していたという。曲の完成後、シングルリリースすべきかの評議で、ジャガーとリチャーズだけが反対し、他のメンバーとアンドリュー・ルーグ・オールダム、イアン・スチュワート、さらにはレコーディングエンジニア等スタッフ一同が賛成に回ったため、多数決によりシングル化が決まった。その後数年たってから、ジャガーは「シングル化に反対していたのはキースだけ」と語るようになったという。
リチャーズはリリースされてからもなおこの曲のアレンジを気に入らず、後のオーティス・レディングによるカバーのようなアレンジを望んでいた。その後、すぐに始まったツアーから1週間後以上たったある日、ネブラスカ州にいた際にラジオから現在のバージョンが流れ、アンドリュー・オールダムがリチャーズに「これで良いよな」と言ったというエピソードが残っている。
アメリカでは1965年6月5日にリリースされたが、イギリスではそれより2ヶ月以上も遅い8月20日にリリースされたため、イギリスではシングルリリースの前にラジオで頻繁に流され、相対的にシングルの価値が低くなってしまった。シングルのB面はイギリス版は「クモとハエ」、アメリカ版は「ウエスト・コーストの宣伝屋」となっているが、当初は英国でも「ウエスト・コーストの宣伝屋」をB面とすることで決まっていた。だがイギリス人の耳には馴染まないだろうとの理由で急遽「クモとハエ」に差し替えられている。

## ステレオ・バージョン
「サティスファクション」はモノラルのみでリリースされており、その後コンピレーション・アルバムに収録される場合にもみなモノラルで収録されていたが、例外的に、1980年代にリリースされた『ホット・ロックス』（全英3位、全米4位）のリイシューCDで、日本およびドイツ版においてのみ、ステレオ・バージョンが収録された。このステレオ・バージョンでは、モノラルでは聴き取りづらかったピアノがはっきり聴き取れるようになっている。その後のリマスター版では再びモノラル・バージョンに戻されたため、この曲のステレオ・バージョンはレア・トラックとなっている。

## コンサート・パフォーマンス
バンドの代表曲と言うこともあり、リリース時の1965年から直近の2016年のツアーまで、ほぼ一貫してコンサートで披露され続けている。ストーンズのコンサートでは、ラストまたはアンコールに披露されることが多いが、発表された1965年の時点ですでにコンサートのラストに演奏されていた。ストーンズの公式ライブアルバムでは、1966年の『ガット・ライヴ・イフ・ユー・ウォント・イット!』、1982年の『スティル・ライフ』、1991年の『フラッシュポイント』、2004年の『ライヴ・リックス』、2008年の『シャイン・ア・ライト』に収録されている。
ポール・マッカートニーは2001年にインタビューで、「毎回ライブで『イエスタデイ』を求められて苦痛ではないのか？」と質問され、「ローリング・ストーンズのライブに行って、『サティスファクション』が演奏されなかったら、客は満足しないだろう」と返答しており、代表曲であることを示すエピソードとして有名。

## オーティス・レディングのカバー
オーティス・レディングは1965年のアルバム『オーティス・ブルー』でこの曲をカバーし、翌年にはシングルリリースしている。レディングは1967年のモントレー・ポップ・フェスティバルでもこの曲を披露、このライブ音源と映像は1987年の映画『Shake! Otis at Monterey』に収められ、後にDVD化されている。その後、ストーンズはレディングの「I've Been Loving You Too Long」（愛しすぎて）をカバーしている。リチャーズはボブ・ディランと初めて会った際に、ディランから「僕には"サティスファクション"を書けただろうけど、君には"廃墟の街"（1965年のアルバム『追憶のハイウェイ 61』収録）は書けないだろう」と言われ、これに対し「それじゃなぜ先に"サティスファクション"を書かなかった？それにオーティス・レディングは"サティスファクション"はカバーしたけど"廃墟の街"はやってないぜ」と、レディングを引き合いに出して反論したというエピソードを語っている。

## カバー・バージョン
- アレサ・フランクリン／1968年にカバーし全英37位にランクイン[23]。
- ザ・タイガース／1971年のライヴ・アルバム『ザ・タイガース・サウンズ・イン・コロシアム』に収録。
- 西城秀樹／1973年11月7日 東京郵便貯金ホールでの第2回コンサート「西城秀樹リサイタル/ヒデキ・愛・絶叫!」でカバー。『西城秀樹リサイタル/ヒデキ・愛・絶叫!』に収録。また1974年発表のカバーアルバム『西城秀樹ロックの世界』にも収録。
- マウンテン／1974年のアルバム『雪崩』に収録。
- ディーヴォ／1977年にカバーし全英41位にランクイン[24]。1978年のアルバム『頽廃的美学論』にも収録。
- シーナ&ザ・ロケッツ／1981年のアルバム『Pin-up baby blues』に収録。
- ブリトニー・スピアーズ／2000年のアルバム『ウップス!...アイ・ディド・イット・アゲイン』に収録。
- スライ&ロビー＋オールスターズ／2001年発表。
- BENNIE K／2007年のアルバム『THE WORLD』に収録。
- ジョン・スコフィールド／2007年のアルバム『ディス・ミーツ・ザット』に収録。
- 山崎陽子 (2018年アルバム『HOMEMADE』に収録、wai-wai family 名義)

他多数

## 逸話
- 2008年、貧血とヘモグロビン低下・赤血球減少により昏睡状態に陥っていたイギリスのパン職人サム・カーター（60歳）は、3日間昏睡の後に妻からこの曲を聞かされると突然目を覚ましたという。カーターはこの曲が17歳のときに自分が初めて買った曲で「この曲は僕が起き上がるのに必要な最後のエネルギーを与えてくれたんだ」と語っている[25]。